# Гунчо Гунчев
Гу̀нчо Стѐфанов Гу̀нчев е български географ, геоморфолог, етнограф, есперантист и филателист.
Научната му дейност е насочена в областта на геоморфологията на България и географията на селищата.

## Биография

### Ранни години и семейство
Роден е на 9 март (23 март) 1904 г. в Бяла в семейството на лекаря д-р Стефан Гунчев и Велика Христова Конкилева. Има шест братя и две сестри, сред тях са счетоводителите Иван Гунчев и Христо Гунчев. Предците на Стефан Гунчев са учители и свещеници, а на Велика Конкилева – занаятчии и търговци. Родоначалник на Гунчевия род е отец Стою Бончев от Гургусовец в днешна Сърбия. Между 1680 и 1730 г. се заселва в Габрово, където първоначално е учител, а след това се замонашава. Той има 4 сина и 2 дъщери. Прадядото на Гунчо Гунчев Иван е свещеник в църквата „Св. Иван Предтеча“ в Габрово. Дядо му хаджи Гунчо поп Иванов притежава ахтарски дюкян, в който продава лечебни и медицински средства, а също така и изпълнява лекарска служба. През 1868 г. посещава Света Гора, през 1884 г. – Рилския манастир, а през 1887 г. – на хаджилък до Божи гроб. По майчина линия произхожда от занаятчийско-търговско потекло. Родоначалник е Христо от село Парчовци, Габровско, който по-късно се мести в Гръблевци, Габровско. Дядо му по майчина линия Христо Колчев Конкилев е участник в Габровския революционен комитет, един от седемте подчетници на Цанко Дюстабанов, по-късно и опълченец. След Освобождението е кмет на Габрово и народен представител. Занимавал се с чехларство и гайтанджийство, и е един от основателите на габровската индустрия.
Първо и второ отделение учи в Габрово при родителите на майка му, трето отделение в Котел, а четвърто отделение, първи и втори клас в Шумен. Пише и изнася множество реферати свързани с природата. В Шумен взема участие в основаното на 7 март 1918 г. юношеското туристическо дружество „Плиска“. Опознава околностите на Шумен, Плиска, Преслав, Мадара, Каварна. От 20 до 26 август 1919 г. осъществява пътуване до Котел, което описва в личен дневник „До Котел и назад“.
По това време ровейки се в библиотеката на баща си попада на две системи за международен език идо и есперанто. Заема се с изучаването на есперанто. През февруари 1920 г. отпечатва първата си статия „Природата като елемент на щастие“ в списание „Отзвук“. В нея обръща внимание на това вдъхновението, което са черпели от природата велики умове като използва цитати от Камий Фламарион, Жан Фино, Джордж Байрон, Иван Вазов. Става член на „Просветното въздържателно дружество“ при гимназията в Шумен. Започва да се занимава и с филателия. Изучава френски, немски и есперанто.

### Гимназиално образование
Продължава образованието си в Плевенската мъжка гимназия. В Плевен издава „Ценоразпис за купуване и продаване на пощенски марки“, организира вътрешна и международна размяна на пощенски марки и специална кореспонденция на есперанто и на български. През 1921 г. в Плевен създава есперантско бюро „Световник“, което пропагандира и разпространява есперанто и есперантската книжнина, урежда есперантска библиотека, провежда курсове по есперанто. Бюрото издава „Есперантска пропагандическа библиотека Световник. През август 1922 г. пътува до Хелзинки, Финландия, където представлява българските есперантисти на XIV Световен есперантски конгрес. След завръщането си от Финландия пише няколко статии под общо заглавие „Впечатления от Финландия“ и изнася няколко беседи, в които разказва за природата, обичаите, културата и бита на страната. Това пътуване му повлиява, за да стане географ.
Като есперантски и въздържателен деец в ученическите си години държи множество реферати, беседи и речи на тема: „Тютюнопушенето и последиците от него“, „За въздържанието и въздържателната идея“, „Илиядата и Одисеята на Хомера“, „Алкохолизмът и последиците от него“, „Жената и алкохола“, „Ролята на алкохола в семейството“, „Женското въздържателно движение в света“, „Нещо за есперанто“, „Заменхоф и животът му“, „Молиер“, „Реч за закриване на въздържателната конференция в София“, „Поздравление от името на българските есперантисти пред XIV Всемирен есперантски конгрес“, „Българското въздържателно движение“, „XIV Всемирен есперантски конгрес“, „Въздържателната конференция в Хелзингфорс“, „Във Финландия – страната на забраната“, „Мисли и впечатления от Финландия“, „Въздържателното движение във Финландия“, „Езикът на бъдещето – Есперанто“, „Към въздържание“, „Есперанто и журналистиката“, „Истинският есперантист“, „За есперантското движение във Франция“, „Есперанто и туризмът“, „Светлина в бездната на многоезичието“, „Нуждата от централизиране на въздържателната книжнина“.

### Висше образование
На 19 октомври 1923 г. се записва за редовен студент по география в Историко-филологическия факултет на Софийския университет. През учебната 1924/1925 г. следва география по един семестър в Гренобъл и Клермон Феран. След това се завръща в София и продължава следването си. През февруари 1928 г. завършва Софийския университет с отличие. По време на следването си е секретар на Студентското есперантско дружество и работи в Студентското въздържателно дружество. Работи за изучаване и опознаване на страните като „могъщо средство за общуване между различните народи“. Издава вестник „Младежки вестник“, който се стреми към културно сближаване на младежта от различни страни. В него се поместват материали за младежките движения и организации, за живота, нравите, културата и обичаите на народите по света, за дейността на знаменити личности. През ноември 1923 г. пише покана за сътрудничество във вестника:
| „                                         | Разклатено от световната война, човечеството преживява критически момент. То преценява всичко съществуващо и търси нови пътища, които биха могли да го изведат от това непоносимо положение, като му осигурят едно спокойно бъдеще на труда, свобода и прогрес. И естествено е защо очите на всички са обърнати към младежта – хората на бъдещето. Това е за всички страни, това е и в България. На днешната младеж лежи великата задача да подготви и поведе към културно творчество страната ни, защото само по този начин ние ще можем да постигнем това, което канонадата на топовете не би дала. | “ |
| Гунчо Гунчев, „Младежки вестник“, 1923 г. | |   |

Поради финансови проблеми вестника спира да излиза три месеца след създаването си.
През юли 1924 г. участва в конгреса на Българското есперантско дружество в Русе. Избран е за подпредседател на Международната студентска есперантска конференция във Виена от 8 до 11 август 1924 г. През 1925 г. участва в есперантския конгрес в Клермон, заема подпредседателското място на конгреса.
В Софийския университет е председател на Студентското географско дружество. Замисля широка програма за самообразование на студентите, за пътуванията им и създава връзка между Студентското географско дружество и Юношеския туристически съюз. В летата на 1926, 1927 и 1928 г. придружава проф. Херберт Луис от Берлинския университет при изучаванията му из Пирин. В доклад са посочени извършените дейности в тези експедиции – ревизия на височините на върховете Ел тепе, Кутело, Мангъртепе и Каменица, изследване на следи от заледяване на Пирин, измерване на височината, големината, дължината и посоката на циркусите.
През 1927 г. работи върху семинарната работа „Плана планина“. Научен ръководител му е проф. Анастас Иширков.  През февруари 1928 г. завършва с отличие висшето си образование по география.
По препоръка на Анастас Иширков Академичният съвет при Софийския университет изпраща Гунчо Гунчев през юли и август 1928 г. в Дебрецен, където слуша летните ваканционни курсове и прекарва лятото като гост-стипендиант в Дебреценския летен университет. За престоя си в Унгария пише ръкописа „В Унгария“. В него разглежда племенното и расовото родство между унгарци и българи, описва Дебрецен и минералните му бани, описва Унгарската пуста, река Тиса и нейните притоци, проследява икономическото положение на Унгария, както и историята и данни за основаването на университета „Стефан Тиса“. На 29 юли 1928 г. пише на есперанто, а след това е преведена на унгарски, статията „Hungario kaj Bulgario“, която е публикувана във вестник „Дебрецен“. В нея разглежда културните връзки между двете страни.
| „                                  | Унгария е една малко позната у нас страна. В нашата книжнина ние не бихме могли да намерим цялостен труд, който достатъчно добре да ни осведоми върху нейната география, история, икономическа структура и културен живот. | “ |
| Гунчо Гунчев, „В Унгария“, 1928 г. | |   |

От 1 октомври 1928 до 30 септември 1929 г. получава стипендия от 100 марки месечно от фондация „Александър фон Хумболд-Щифтунг“ за специализация в Берлин. В Берлин пристига на 10 октомври 1928 г., а на 22 октомври полага писмен и устен изпит по немски език и на 29 октомври се записва в университета „Фридрих Уилямс“ като докторант.
Завръща се в България през юли 1929 г. На 11 септември е назначен от Министерство на народното просвещение за кандидат-учител по география в III образцова девическа гимназия в София, преподава и във II мъжка гимназия в София.
По това време започва да пише своята докторска дисертация „Вакарел. Антропогеографски проучвания“ под ръководството на проф. Анастас Иширков, като извършва антропогеографско проучване на 20-те Вакарелски махали.

## Университетска дейност
С доклад от 1 юни 1930 г. на проф. Анастас Иширков до Съвета на историко-филологическия факултет на Софийския университет предлага Гунчо Гунчев да бъде избран за асистент по география. На 1 юни 1930 г. факултетният съвет разглежда доклада и решава да бъде назначен. Въз основа на това решение, одобрено от Академичния съвет е назначен за асистент със заповед на Министъра на народното просвещение от 14 юли 1930 г.
| „               | Близо една година Гунчев изучава ревностно Вакарелските махали (20) в антропогеографско отношение. С тая научна работа, която Гунчев смята да завърши към края на тая година, ще се яви на докторски изпит. Г-н Гунчев е бил наш много добър студент, има голям интерес към географските изучавания, познава сносно френски и немски езици и ще бъде добър асистент по география. За това го предлагам за такъв, като вярвам, че господа членовете на съвета ще се съгласят да бъде той назначен за асистент по география. | “ |
| Анастас Иширков | |   |

Ръководи практически занятия по картография и семинарни упражнения по география. Изнася множество научни доклади в лекторията на Българското географско дружество и на конференции на учители по география и история. В този период проучва селищата във Вакарелско, проучва льосовата покривка в някои райони на Северна България, извършва наблюдения върху свлачищните процеси в района на Оряхово. Участва в редица практики и теренни изследвания, които се провеждат в Дунавската равнина, Ихтиманска Средна гора и по Черноморското крайбрежие. Проучва градовете Бургас, Созопол, Царево, Несебър, Варна.
От май 1931 г. ежегодно участва в конференциите на учителите по история и география. През лятото на 1931 г. извършва няколко малки обиколки из Вакарелско, с цел запознаване със северните склонове на Ихтиманска Средна гора. Посещава и рида Гълъбец, Пирдоп и Златица. Обикаля Беленска околия, като установява, че льосът е разпространен по на юг, от колкото е обозначено в геологическата карта на проф. Георги Златарски. Пътува и из Никополска околия – Гулянци, Брест, Гиген, Бешлии. Проучва характерните свличания на льоса в Оряхово.
През лятото на 1932 г. посещава Бургас, Царево, крайбрежието около река Ропотамо, Малко Търново, Созопол, Поморие, Несебър и Варна. Изучава крайбрежните дюни, типовете къщи. В Царево и Созопол посещава стари гръцки къщи, а в Несебър – стари гръцки и турски къщи. В Малко Търново установява нов тип къщи – Странджански тип, в който ясно личи влиянието на гръцката къща. Заедно с Анастас Иширков и Иван Батаклиев прави обиколка из Луковитско и Тетевенско – Луковит, карстовият извор Глава Панега, Малка Брестница, Тетевен, Рибарица. С голям интерес изучава старите къщи в Галата и Тетевен. След това сам обикаля селата около Оряхово – Остров, Селановци, Лясковец, Сараево и Букьовци, като прави физикогеографски проучвания на льосовите наслаги и свлачищата в района.
През лятото на 1933 г. прави няколко научни пътувания из Кюстендилската котловина. Посещава областта между долните течения на реките Искър и Огоста, където прави физикогеографски проучвания и събира материали за проучване на уземлените жилища. Пътува и по долината на река Струма, на юг от Благоевград. Последно прави малко пътуване в района на Видбол, Търняне, Буковец, Татарджик и Видин.
През 1934 г. извършва няколко научни пътувания в Кюстендилската котловина, Осоговска планина, Конявска планина, Лисец, Земенски пролом. В началото на 1935 г. предприема няколко кратки пътувания до Самоков, долното течение на река Искър, Пловдив, Хисаря, Асеновград и Бачковския манастир, Сливница, Алдомировци, Опицвет, Петърч, Гурмазово, Банкя. През лятото пътува из Беленско, Лудогорието, Русенско, Варненско, в околностите на Бяла черква и Павликени.
В продължение на няколко години събира материали, чрез многобройни пътувания из Северна България, за разпространението на льоса. На 26 декември 1935 г. пред научното събрание на Българското географско дружество изнася научен доклад на тема „Льосът в Северна България“. В него обръща внимание на значението на льоса за оформяне на земеповърхни форми в Северна България.
На 10 януари 1936 г. представя научният си труд „Льосът в Северна България“ като специален хабилитационен труд в конкурса за редовен доцент по физическа география. Получената рецензия от проф. Иван Батаклиев не е благоприятна и за доцент е избран Димитър Яранов. От 15 до 21 август 1936 г. участва в IV Конгрес на славянските географи и етнографи. Заедно със Стефан Бончев ръководи третата географска екскурзия – София, Белоградчик, Видин, Лом, Оряхово, Сомовит, Плевен, Търново, Габрово и Варна. За нея пише и отпечатва „Пътеводител за севернобългарската екскурзия, географски преглед“, в който представя географски сведения за всички градове, села, местности и характерни обекти по маршрута.
От 24 февруари 1937 г. е доцент в катедра „Обща география и културно-политическа география“ в Софийския университет. Води курсовете по география на материците, география на полярните земи, обща етнография, океанография.
През 1938 г. на Международния географски конгрес в Амстердам изнася доклад на тема „Връзките на София със страната“. За участието си в IV Конгрес на славянските географи и етнографи, се включва в организирането на няколко научни екскурзии.
Работи в областта на селищната, икономическата, геоморфологията, етнографията и топонимията, а също така и на геологията, почвознанието, историята и археологията. Почива на 2 юни 1940 г.
Член е на комитета на Народния етнографски музей, основател е на Български национален комитет за география и на Българското природонаучно дружество. 

### „Плана планина“
„Плана планина. Принос към историческото развитие на славянските земеписни имена“ е семинарна работа от 1927 г. на Гунчо Гунчев, с научен ръководител проф. Анастас Иширков. Това е и първата му научна работа. Публикувана е през 1931 г. в Годишника на Софийския университет. Първите резултати от нея изнася под формата на реферат със заглавие „Името на Плана планина“. В него се изяснява значението на името на Плана планина и посочва още подобни по произход и значение топоними, които се срещат в славянски и не-славянски държави – Планъ, Плана, Планина, Планова, Planauer, Planer.

### „Вакарел. Антропогеографски проучвания“
Най-значимият научен труд на Гунчо Гунчев е „Вакарел. Антропогеографски проучвания“, публикуван в Годишник на Софийския университет през 1933 г. Започва работа върху него веднага след завръщането си от Германия в края на 1929 г. Първоначално като „всестранно антропогеографско проучване на двайсетте Вакарелски махали“. Този научен труд е неговата докторска дисертация. Подготовката за осъществяване на научния труд започва по време на специализацията на Гунчо Гунчев в Германия. Запознава се с богатата научна литература в берлинските библиотеки. Същевременно си води бележки и справки за това какво трябва да се засегне в научния труд. Има историко-етнографски характер. Състои се от антропогеографска част и физикогеографски преглед. Проучени са 20-те махали на Вакарел, разположени във Вакарелска планина. Проследява се възникването и развитието на пръснатия тип селища, начина на заселване и миграциите на населението. Представено е и стопанското развитие на Вакарел и е обърнато внимание на икономическото значение на Диагоналния път.

## Научна дейност
Наред с Жеко Радев, Еким Бончев, Илия Иванов, Димитър Яранов и др., е основоположник на българската геоморфология.
Автор е на 19 научни статии, над 30 научнопопулярни статии, повече от 80 рецензии в областта на географските науки, над 20 популярни сказки и радиобеседи на географски теми, повече от 60 беседи, речи и реферати, свързани с туризма, въздържанието и есперанто. Публикациите са му на български, немски и френски език. Пише статии по географски въпроси в „Известия на Българското географско дружество“ (2 статии), „Български турист“ (6 статии), „Литературен глас“ (5 статии), „Отец Паисий“, в списанията „Завети“, „Balkana konkordo“ и във вестниците „Зора“, „Мир“, „Дъга“. Сътрудничи на списание „Архив за поселищни проучвания“ и Bibliographie geographique internationale, Paris. Сред първите му публикации са „Стари и нови карти на Пирин“, „Колко е висок връх Мусала“, „За височината на връх Мусала“. С описателен характер за други държави са публикациите му „В Холандия“, „Впечатления от Румъния“, „Днешна Югославия“, „Днешна Полша“, „Италианската колониална империя“. Част от статиите и рефератите му имат по-различен характер – „Професор Живко Радев“, „Южният полюс“, „Руската полярна експедиция 1937 г.“.
| „              | Покойниятъ Г. Гунчевъ се отличаваше съ извънредно голѣма добросъвестностъ не само в личнитѣ си отношения, но и въ научната си работа. Тази благородна черта въ неговия характеръ го караше да изучава много основно всички интересуващи го проблеми, отдалеко подхващаше той и изучаването на всички прдпоставки, обслужващи характера на явленията, които си бѣше поставил за целъ да изследва. Този стрмежъ често ставаше причина за забавяне на работата му; от това той не се плашеше. Сѫщият стрмежъ ставаше причина, освенъ това, покойниятъ да се отклонява въ научни сфери, твърде отдалечени отъ неговитѣ конкретни занимания. | “ |
| Димитър Яранов | |   |

### Научни публикации
- Антон Страшимиров като географ и народовед //  Литературен глас 4 (129).   1931. с. 6.
- Антон Страшимиров, личност и дело.   1931. с. 26 – 46.
- Антон Страшимиров и българската природа //  Български турист 1 (24).   1932. с. 5 – 6.
- България, наблюдавана и преценена от чужди учени //  Зора 18 (5168).   1936. с. 7.
- Българската география до Освобождението //  Известия на Българското географско дружество 6.   1938. с. 16 – 27.
- Българските селища.   1940.
- Вакарел. Антропогеографски проучвания //  Годишник на Софийския университет. Историко-филологически факултет 8 (29).   1933. с. 1 – 191.
- Винга. Едно Чипровско селище в Банат //  Сборник 250 години от Чипровското въстание. 1868 – 1938.   1938. с. 11 – 14.
- Впечатления от Румъния.   1937.
- В Холандия.   1938.
- Във Винга. Културно средище на банатските българи //  Зора 6 (20).   1938.
- Габрово и Габровско //  Родина 2 (2).   1939. с. 95 – 106.
- Двадесет и пет години от откриването на Южния полюс (16.12.1911 – 16.12.1936 г.) //  Зора 18.   1936. с. 42 – 46.
- Една страна, от която можем да почерпим поука. Холандия и нейното стопанско дело //  Зора 20 (5738).   1938. с. 2.
- Едно ценно приятелство. Проф. К. Каснер – Проф. Анастас Иширков //  Литературен глас 7 (251).   1935. с. 4.
- Железодобивната индустрия в Самоков.   1940.
- За височината на връх Мусала //  Мир 37 (9293).   1931. с. 4.
- Значение на географията.   1936.
- Изчезналите селища в България //  Архив за поселищни проучвания 1 (2).   1938. с. 38 – 55.
- Името на Балканския полуостров //  Български турист 8 (23).   1931. с. 121 – 123.
- Италианската колониална империя //  Зора 16 (5063).   1936.
- Калевала //  Чайка 1 (6).   1923. с. 106 – 109.
- Колко е висок връх Мусала //  Зора 13 (3582).   1931. с. 8.
- Кюстендилската котловина и ограднитѣ й части //  Годишник на Софийския университет. Историко-филологически факултет 2 (31).   1934. с. 1 – 72.
- Льосът в Северна България //  Известия на Българското географско дружество 3.   1935. с. 16 – 79.
- Манджурия. Страната, за която се води война //  Зора (3774).   1932.
- Мусала – 2925 м //  Български турист 10 (24).   с. 150.
- Научното дело на проф. Жеко Радев //  Литературен глас (211).   1934.
- Орохидрографски преглед на България – Поглед върху социално-икономическата структура на българското земеделско стопанство //  .   1936. с. 7 – 11.
- Плана планина. Принос към историческото развитие на славянските земеписни имена //  Годишник на Софийския университет. Историко-филологически факултет (27).   1931. с. 1 – 20.
- Помен за един млад учен //  Литературен глас 3 (90).   1930. с. 6.
- Поселищно-географските проучвания в България. Постижения и задачи //  Архив за поселищни проучвания 1.   1938. с. 13 – 37.
- Природата като елемент на щастие //  Отзвук 1 (1).   1920. с. 12 – 15.
- Проф. Анастас Иширков. Живот и обществена дейност //  Отец Паисий 6.   1933.
- Проф. д-р Анастас Иширков. Живот и обществена дейност //  Известия на Българското географско дружество 4.   1937. с. I – IV.
- Проф. д-р К. Каснер //  Дъга.   1934. с. 47.
- Проф. Жеко Радев //  Български турист 1 (26).   1934. с. 13.
- Руската полярна експедиция 1937 г.  1937.
- Северната полярна област (Северният полюс).   1937.
- Слугинството във Вакарелско //  Мир 9 (36).   1930. с. 102 – 103.
- Уземните къщи в Дунавска България //  Годишник на Софийския университет. Историко-филологически факултет (30).   1934. с. 1 – 76.
- Унгария и България //  Debreczen.   1928.
- Физикогеографски проучвания на град Оряхово и околностите му //  Известия на Българското географско дружество 1.   1933.
- Финландия //  Просвета 5.   1940. с. 545 – 557.

### На чужди езици
- Bulgaria (G. Gunchev i Anastas Beshkov) //  Wiadomosci Stuzby Geograficznej 2.   1936. с. 169 – 207.
- Die Bezeehungen der Start Sofia zum Lande – Comptes Rendus du Congress International de Geography //  Tome Premier Actes du Congress.   1938. с. 269 – 274.
- La Nome De La Balkana Dioninsulo //  Balkana Concorde 1.   1931. с. 8 – 9.
- Reisefurher der Nordbulgarischen Excursion (Водачът на екскурзията из Северна България) //  Geographische Ubersicht – IV Congress de Geographies et Etnographes Slaves.   1936. с. 9 – 20.

### Карти
- Стари и нови карти на Пирин //  Български турист 8 (24).   1932. с. 122 – 125.
- Всесветската международна карта 1:1000000 //  Известия на Българското географско дружество 2.   1935. с. 231 – 247.

## Дарителски фонд
По повод смъртта на сина си Гунчо Гунчев, майка му Велика Гунчева дарява на Софийския университет специализираната му библиотека, както и 50 000 лева за учредяване на фонд на негово име при Географския институт. Нейната воля е част от годишната лихва да отива за награда на студент по география, написал през годината най-добрата научна работа за втория годишен изпит от областта на поселищната география, а с останалите средства да се подпомага следването на беден, даровит студент, също по география, през последната година от обучението му. На 5 декември 1940 г. Жак Челеби Бенцион „в знак на взаимно приятелство и почит“ към Гунчо Гунчев дарява още 50 000 лв. в облигации за увеличаване на капитала на вече основания при Софийския университет фонд. В края на учебната 1941/1942 г. фондът възлиза на 107 449 лв., а през 1951 г. достига 139 425 лв.
От началото на юни 1943 г. Академичният съвет поверява управлението на фонда на новосъздадения при университета фонд „Цар Борис III“ за подпомагане на студентите, като запазва самостоятелното му предназначение. На 9 февруари 1952 г. Фондът преустановява съществуването си, а целият му капитал отива в държавния бюджет.